# Christian Ludwig Bosse
Christian Ludwig Bosse (* 11. Februar 1771 in Wolfenbüttel; † 10. August 1831 in Neusüdende in Rastede) war ein deutscher Hofgärtner und Gartenplaner im Dienst des Herzogtums Oldenburg.

## Biografie
Bosse entstammte einer Familie, die seit mehreren Generationen den Gärtnerberuf ausübte. Er war der Sohn des braunschweigischen Hofgärtners Ludwig Johann Bosse (1716–1775) in Wolfenbüttel, der spätere oldenburgische Hofgärtner im Schlossgarten Rastede Carl Ferdinand Bosse (1755–1793) war sein Bruder. Bosse besuchte das Gymnasium in Braunschweig und absolvierte nach der Sekunda-Reife eine Gärtnerlehre im dortigen Hofgarten. Anschließend arbeitete er drei Jahre als Gartengehilfe im Bergpark Wilhelmshöhe und danach im Großen Garten in Dresden. Im Jahre 1791 half er seinem erkrankten Bruder Carl Ferdinand in Rastede bei der Leitung des Schlossgartens und nahm dann wieder eine Anstellung in Wilhelmshöhe an. Nach dem Tod Carl Ferdinands 1793 wurde er noch im selben Jahre zu dessen Nachfolger als Hofgärtner in Rastede berufen.
Von 1807 bis 1811 war er auch für die Schlossgärten in Oldenburg zuständig, deren Erstanlage vor der Zerstörung während der französischen Besatzung ab 1811 er vornahm.
Neben seiner Tätigkeit für den Oldenburger Hof war Bosse für zahlreiche Auftraggeber tätig, so etwa für die Stadt Bremen. In der Zeit von 1802 bis 1804 wurde die Bremer Stadtbefestigung abgerissen und die Bremer Wallanlagen angelegt. Der Bremer Senat beauftragte 1802 diese Umgestaltung in einen Landschaftspark zuerst Bosse und ab 1803 dann Isaak Altmann. Die Arbeiten dazu wurden von 1803 bis 1811 durchgeführt. Die Wälle wurden abgeflacht und ein Englischer Park entstand. Bosse war für den Abschnitt zwischen Herdentor und Weser zuständig.
Nicht zuletzt dieser Auftrag ermöglichte Bosse den Erwerb eines Grundstücks in Neusüdende bei Rastede, wo er ein Bauernhaus erbaute und einen Gärtnereibetrieb einrichtete. Während der Zeit der französischen Okkupation Oldenburgs (1811–1813) widmete er sich ganz der Handelsgärtnerei und der Kultivierung seiner Landstelle. Nach der Rückkehr des Oldenburger Herzogs Peter Friedrich Ludwig aus dem russischen Exil war Bosse nicht mehr bereit, in den Hofdienst zurückzukehren. Das Amt übernahm sein Neffe Julius Friedrich Wilhelm Bosse (1788–1864). Allerdings blieb er weiterhin Ratgeber der herzoglichen Gartenverwaltung, so etwa hinsichtlich der Aufforstung von Sandgebieten und der Gründung einer Baumschule auf genossenschaftlicher Basis 1821 in Rastede, die der Förderung der Obstbaumkultur auf wirtschaftlich schwächeren Höfen von Kleinbauern und Siedlern dienen sollte. Bosse gilt damit als Begründer der Ammerländer Baumschulentradition. Zusammen mit Christoph Anton Burmester zählte Bosse außerdem zu den ersten Mitgliedern der 1818 neugegründeten Oldenburgischen Landwirtschaftsgesellschaft. Bosse starb 1832.

## Familie
Bosse heiratete am 15. August 1794 Johanne Christiane Friederice geb. Seuter (1759–1817), die Witwe seines Bruders Carl Ferdinand. Dadurch war er für seinen Neffen Julius Friedrich Wilhelm Bosse gleichzeitig dessen Stiefvater. Der Ehe entstammte Carl Gottlieb (1799–1885), der später ebenfalls als Gärtner hervortrat. 1818 schloss Bosse eine zweite Ehe mit Metta Sophie Carstens (1798–1868). Dieser Ehe entstammte der 1822 geborene Sohn Christian Ludwig, der gleichfalls den Beruf des Gärtners erlernte und um 1855 nach Nordamerika auswanderte und dort erfolgreich eine Handelsgärtnerei betrieb.